# Родімушкін Володимир Олександрович
Володи́мир Олекса́ндрович Роді́мушкін, іноді Раді́мушкін (рос. Владимир Александрович Родимушкин; нар. 22 грудня 1921 — пом. 15 січня 1986) — радянський академічний веслувальник, срібний призер Олімпійських ігор. Триразовий чемпіон Європи. Восьмиразовий чемпіон СРСР.
Заслужений майстер спорту СРСР.

## Життєпис
Народився 22 грудня 1921 року в місті Москва (Росія).
У квітні 1941 року призваний Ленінським РВК м. Москви до лав РСЧА. Учасник німецько-радянської війни з червня 1941 року. Сержант В. О. Родімушкін пройшов всю війну розвідником 538-го армійського мінометного полку 33-ї армії. Двічі був поранений.
Триразовий чемпіон Європи з веслування на вісімці (1953—1955). Чемпіон СРСР 1948 року з веслування на парній двійці, чемпіон СРСР 1951 року з веслування на четвірці зі стерновим, чемпіон СРСР 1946, 1947, 1952—1954 і 1956 років з веслування на вісімці.
Помер 15 січня 1986 року.

## На Олімпійських іграх
У 1952 році на літніх Олімпійських іграх у Гельсінкі (Фінляндія) на змаганнях з академічного веслування посів друге місце у складі вісімки (з результатом 6:31.2).